# Сиг європейський
Сиг європейський, або звичайний (Coregonus lavaretus) — вид сигів, родина лососеві (Salmonidae). Типовий вид роду Coregonus.
Природним ареалом цього виду є озеро Бурже у Франції і Женевське озеро (Швейцарія, Франція). Деякі автори характеризують його як надвид, ареал якого охоплює Велику Британію і альпійські регіони Європи. Перша інтродукція відбулась до озера Егбелет (фр. Lac d'Aiguebelette) у Франції ще у 17-му сторіччі. Був інтродукований до багатьох регіонів Європи, а також до Ірану. Проводилося також вселення його й до водойм України, але наявність його в українських водах під сумнівом.
Важлива промислова риба, до 73 см довжиною. Об'єкт аквакультури.